# جيسي بيكر (لاعب كرة قاعدة)
جيسي بيكر (بالإنجليزية: Jesse Baker)‏ هو لاعب كرة قاعدة أمريكي، ولد في 3 يونيو 1888 في Anderson Island (Washington) ‏ في الولايات المتحدة، وتوفي في 26 سبتمبر 1972 في تاكوما في الولايات المتحدة.

## وصلات خارجية
- جيسي بيكر (لاعب كرة قاعدة) على موقعبيزبول رفرنس.كوم (الدوري الرئيسي) (الإنجليزية)
- جيسي بيكر (لاعب كرة قاعدة) على موقعبيزبول رفرنس.كوم (الدوري الثانوي) (الإنجليزية)

[[تصنيف::أشخاص من مقاطعة بيرسي (واشنطن)]]